# Ригу (Тарту)
Ри́гу (ест. Rõhu küla) — село в Естонії, у міському самоврядуванні Тарту повіту Тартумаа.

## Населення
Чисельність населення на 31 грудня 2011 року становила 169 осіб.

## Географія
Через населений пункт проходить автошлях 92 (Тарту — Вільянді — Кілінґі-Нимме). Від села починаються дороги 22103 (Тарту — Ілматсалу — Ригу) та 22190 (Ригу — Меері — Тиравере).

## Історія
До 1 листопада 2017 року село входило до складу волості Тягтвере.